# Lidio Maietti
Lidio Maietti (San Nicolò, 21 gennaio 1934 – Ravenna, 9 settembre 1992) è stato un calciatore italiano, di ruolo portiere.

## Carriera

### Portuense, Bari, SPAL e Ferrara
Cresce calcisticamente nella Portuense, dove aveva giocato prima di approdare al Bari un altro portiere, ovvero Nello Orlandi. Passa alla SPAL diciannovenne nel 1953 e viene immediatamente ceduto in prestito all'AC Ferrara in IV Serie, con la quale retrocede.

### Reggiana e ritorno alla SPAL
Nel 1955, sempre in prestito, passa alla Reggiana, dove gioca titolare ancora in IV Serie e dove contribuisce alla promozione degli emiliani -allenati da Luigi Del Grosso- in Serie C. Rientra alla SPAL nel 1956 e il suo debutto in Serie A è rinviato al campionato successivo, ovvero al 15 settembre 1957 a Ferrara nella vittoria per 2-0 dei biancoazzurri contro l'Inter.
In quell'anno Maietti si divide le partite di campionato con Renato Bertocchi, mentre nell'anno successivo Paolo Mazza lo tiene in rosa anche dopo l'acquisto dalla Fiorentina di Riccardo Toros. Maietti sostituisce Toros in 8 gare, lasciandone altrettante a Giandomenico Baldisseri.
Il 12 ottobre 1958 la SPAL subisce 8 reti dall'Inter ed Antonio Valentín Angelillo realizza 5 degli 8 gol. Maietti è quindi riserva di Natale Nobili nell'anno del quinto posto in Serie A -1960-, poi di Enzo Matteucci e infine di Edo Patregnani. Resta sempre a disposizione giocando di tanto in tanto ma nel 1962, con l'arrivo di Eugenio Bruschini, Paolo Mazza si decide a cederlo e finisce in Serie C al Cesena.
A Cesena gioca ancora alcuni anni titolare prima di ritirarsi definitivamente nel 1966 e intraprendere l'attività di allenatore di squadre dilettantistiche e giovanili ferraresi e romagnole. In seguito a ciò, dopo la sua scomparsa avvenuta negli anni novanta, gli è stato intitolato il torneo "Lidio Maietti", giocato dalla categoria pulcini e organizzato ogni 2 giugno dalla A.S.D. Mezzano , società sportiva dilettantistica dell'omonimo paese in provincia di Ravenna dove ha vissuto e allenato Maietti.
In Serie A ha giocato 62 gare tutte con la SPAL.

## Palmarès

### Giocatore

#### Competizioni nazionali
- IV Serie: 1

Reggiana: 1955-1956